# Henry Mancini
Henry Mancini (Cleveland, Ohio, 16. travnja 1924. - Beverly Hills, Kalifornija, 14. lipnja 1994.), Oscarom i Grammyjem nagrađivani američki skladatelj. Posebice je upamćen kao skladatelj glazbe za film i televiziju.
Najpoznatije skladbe su mu one za serijal filmova i crtani film Pink Panther, filmove Victor/Victoria i Doručak kod Tiffanyja (Oscarom nagrađena pjesma Moon River) te za TV seriju Ptice umiru pjevajući.

## Vanjske poveznice
- Henry Mancini u internetskoj bazi filmova IMDb-u (engl.)